# Arvid Harnack
Arvid Harnack (Darmstadt, 24 maggio 1901 – Berlino, 22 dicembre 1942) è stato un economista, giurista e antifascista tedesco, organizzatore di un gruppo di resistenza tedesca, giustiziato dai nazisti.

## Biografia

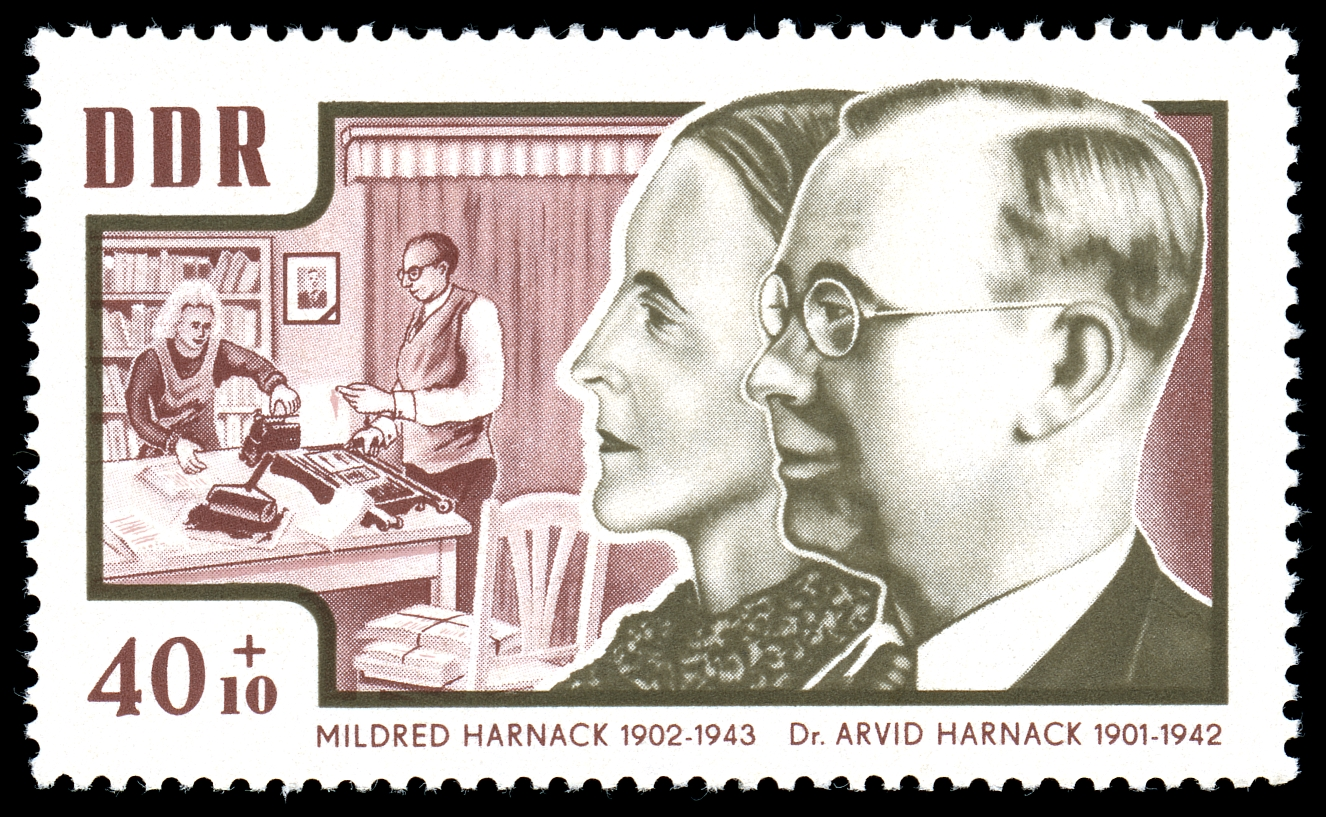
Francobollo commemorativo per Mildred e Arvid Harnack

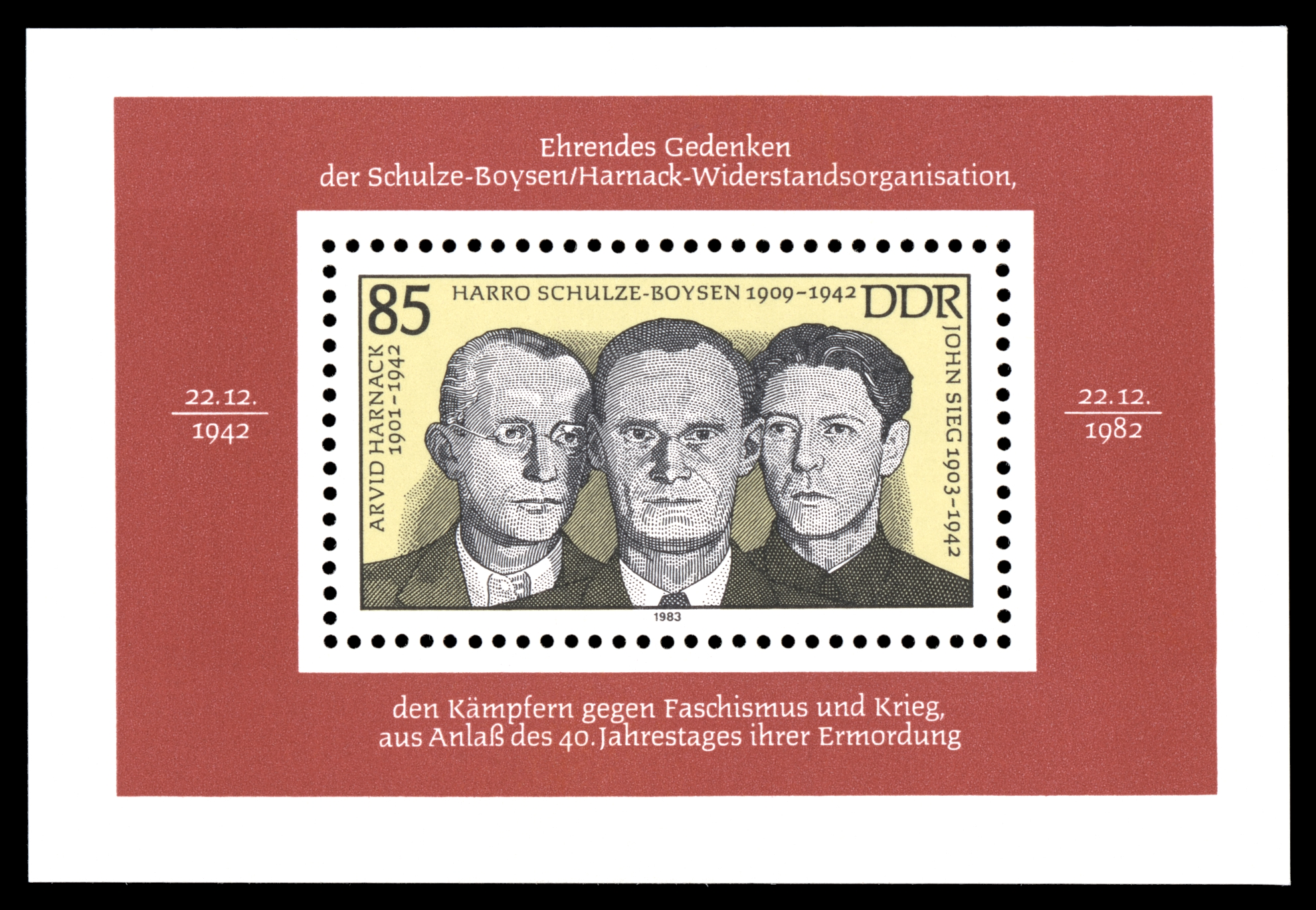
Francobollo commemorativo per Arvid Harnack, Harro Schulze-Boysen e John Sieg

Arvid Harnack apparteneva a una famiglia di intellettuali. Era il figlio del critico letterario Otto Harnack e della pittrice Clara Reichau, fratello maggiore del regista e sceneggiatore Falk Harnack, cugino del teologo antinazista Dietrich Bonhoeffer e nipote del teologo protestante Adolf von Harnack.
Harnack studiò giurisprudenza nelle università di Jena e Graz dal 1919 al 1923 e si laureò all'università di Amburgo nel 1924. Dal 1926 al 1928, grazie a una borsa di studio della Fondazione Rockefeller, studiò economia alla University of Wisconsin-Madison (USA); negli Stati Uniti nel 1926 sposò la studiosa di letteratura Mildred Fish. Nel biennio 1929-30 conseguì il dottorato con l'economista di Gießen Friedrich Lenz (1885-1968), col quale nel 1931 fondò l'"Arplan" (Arbeitsgemeinschaft zum Studium der Planwirtschaft, Associazione per lo studio dell'economia pianificata). Al culmine della Grande depressione il capitalismo sembrava avesse fallito e la politica economica secondo il modello sovietico sembrava una interessante alternativa. Nel 1932 organizzò una visita di studio in Unione Sovietica. Nel 1933, dopo l'ascesa al potere di Adolf Hitler, venne assunto come economista laureato al ministero dell'Economia, e in seguito divenne dirigente.
Iniziava nello stesso periodo l'attività di resistenza antinazista. Insieme alla moglie Mildred, allo scrittore Adam Kuckhoff e alla moglie di quest'ultimo, Greta, costituì un circolo in cui discutere le prospettive politiche da affrontare in caso di caduta del nazismo. Nel 1936 iniziarono i primi contatti confidenziali con l'Unione Sovietica, mentre Mildred avviava quelli con l'ambasciata degli USA, per informarli degli imminenti pericoli di guerra dalla Germania. Come copertura, nel 1937 si iscrisse al partito nazista. Nel 1939 entrò in contatto con il gruppo di Harro Schulze-Boysen e nel 1940 con i militanti comunisti Hilde e Hans Coppi. Questa attività venne poi giudicata dalla Gestapo sezione della rete spionistica Orchestra Rossa di Leopold Trepper. L'attività principale del gruppo era tuttavia lo studio: nei primi mesi del 1942 Arvid Harnack scrisse  Das nationalsozialistische Stadium des Monopolkapitals, un saggio sull'economia della Germania nazista che venne diffuso tra gli oppositori del regime. Nel 1940-41, comunque, il gruppo di Harnack prese contatti con Aleksandr Mikhailovich Korotkov, dell'ambasciata sovietica a Berlino, per informarli dell'imminente invasione tedesca dell'Unione Sovietica.
Nel luglio del 1942, il Dipartimento di decrittazione dell'Oberkommando des Heeres riuscì a decodificare un messaggio dei sovietici in cui si accennava al gruppo di Schulze-Boysen. Harro Schulze-Boysen e la moglie Libertas furono arrestati il 30 agosto 1942, Arvid Harnack e la moglie Mildred vennero arrestati il 7 settembre. Arvid Harnack venne condannato a morte il 19 dicembre 1942 dalla corte marziale del Terzo Reich, e la sentenza fu eseguita tre giorni dopo nel carcere Plötzensee di Berlino. Mildred venne condannata a sei anni; ma poiché Hitler in persona chiese la revisione del processo, venne condannata a morte in appello e ghigliottinata il 16 febbraio 1943.